# وروار أزرق الشارب
وروار أزرق الشارب (الاسم العلمي: Merops mentalis) هو نوع من الطيور يتبع جنس الوروار من فصيلة الوروارية.